# Lothar Collatz
Lothar Collatz (6. červenec 1910 Arnsberg – 26. září 1990 Varna) byl německý matematik a vysokoškolský pedagog. V roce 1937 definoval takzvaný Collatzův problém, který dodnes zůstává nevyřešen.
Je po něm pojmenován Collatzův-Wielandtův postup pro řešení Perron-Frobeniusova teorému.

## Život
Lothar Collatz studoval na různých německých univerzitách, například na Humboldtově univerzitě v Berlíně pod vedením Alfreda Klose. Zde také získal v roce 1935 svůj doktorát za disertační práci s názvem Das Differenzenverfahren mit höherer Approximation für lineare Differentialgleichungen
Zemřel ve Varně v Bulharsku, v průběhu své účasti na matematické konferenci.

## Ocenění
- byl zvolen do Německé akademie věd Leopoldina
- čestné členství v Matematické společnosti v Hamburku
- čestné tituly na Univerzitě v Sao Paulu, Technické univerzitě ve Vídni, Univerzitě Dundee ve Skotsku, Brunel univerzitě Londýn v Anglii, Univerzitě v Hanoveru a Technické univerzitě Drážďany.

## Vybrané práce
- Das Differenzenverfahren mit höherer Approximation für lineare Differentialgleichungen (= Schriften des mathematischen Seminars und des Instituts für angewandte Mathematik der Universität Berlin - Band 3/Heft 1), Leipzig 1935
- Eigenwertprobleme und ihre numerische Behandlung. Leipzig 1945
- Eigenwertaufgaben mit technischen Anwendungen. Leipzig 1949, 1963
- Numerische Behandlung von Differentialgleichungen. Berlin 1951,[2] 1955[3] (Eng. trans. 1966)
- Differentialgleichungen für Ingenieure. Stuttgart 1960
- with Wolfgang Wetterling: Optimierungsaufgaben Berlin 1966, 1971 (Eng. trans. 1975)
- Funktionalanalysis und Numerische Mathematik. Berlin 1964
- Differentialgleichungen. Eine Einführung unter besonderer Berücksichtigung der Anwendungen. Stuttgart, Teubner Verlag, 1966, 7th edn. 1990
- with Julius Albrecht: Aufgaben aus der angewandten Mathematik I. Gleichungen in einer und mehreren Variablen. Approximationen. Berlin 1972
- Numerische Methoden der Approximationstheorie. vol. 2. Vortragsauszüge der Tagung über Numerische Methoden der Approximationstheorie vom 3.-9. Juni 1973 im Mathematischen Forschungsinstitut Oberwolfach, Stuttgart 1975
- Approximationstheorie: Tschebyscheffsche Approximation und Anwendungen. Teubner 1973